# Alexandre Herculano
Alexandre Herculano de Carvalho e Araújo (Lisboa, 28 de marzo de 1810-Santarém, 13 de septiembre de 1877) fue un escritor e historiador portugués.
Es considerado uno de los más importantes escritores románticos portugueses, y desarrolló las temáticas de la incompatibilidad del ser humano con el medio social y la responsabilidad ética del escritor.

## Biografía

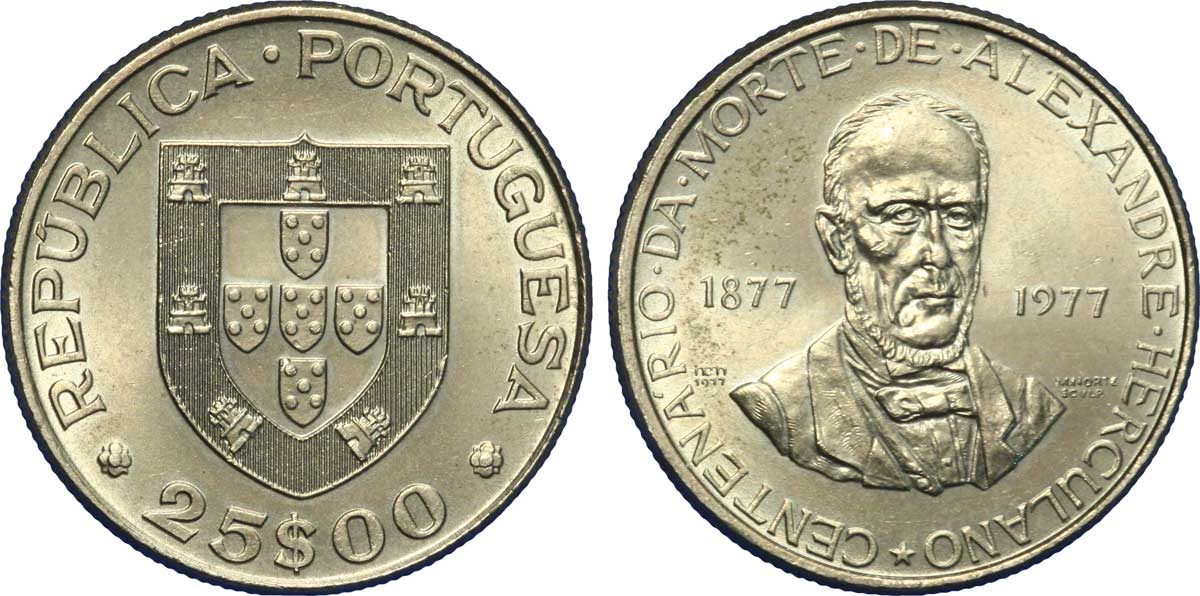
Moneda de 25 escudos acuñada en 1977, en conmemoración del centenario de la muerte de Herculano

Su juventud estuvo influida por el ambiente patriótico y liberal de la lucha contra Napoleón y de la revolución española de 1820; de ahí que siempre condenara el absolutismo y la intolerancia y denunciase en sus obras históricas el peligro de retornar al centralismo monárquico. Estudió Latín, Lógica y Retórica en el Palacio de las Necesidades y, más tarde, Matemáticas en la Academia de la Marina Real, con el propósito de seguir una carrera comercial, ya que su familia, aun de clase media, no le podía costear una carrera universitaria: la ceguera de su padre le obligaba pane lucrando a ocupar un puesto como funcionario. 
Descontento con el gobierno absolutista de Miguel I de Portugal, participó en agosto de 1831 en un pronunciamiento contra el rey y se vio obligado a huir a Inglaterra como polizón de un barco inglés fondeado en el Tajo, y luego a Rennes, en Francia, donde escribió sus mejores poemas. Allí, las lecturas de Agustín Thierry, François Guizot, Victor Hugo y Félicité-Robert de Lamennais le marcarían profundamente. En 1832 participó como voluntario en la expedición liberal a Isla Terceira y fue uno de los 7500 hombres de Pedro IV de Portugal que desembarcaron en Mindelo para ocupar Oporto.
En Oporto dirigió la biblioteca de la ciudad catalogando los libros recogidos en los monasterios y en 1836 se trasladó a Lisboa, donde dirigió el semanario cultural y científico O Panorama (1837-1842), publicando en él no pocas narraciones y estudios. Al mismo tiempo fue redactor del Diário do Governo y continuó escribiendo poesía, como A Voz do Profeta / La Voz del Profeta (1836) y A Harpa do Crente / El Arpa del Creyente (1838); sin embargo, la dejó definitivamente por la prosa en 1849. Su lírica posee la vocación social y política de su modelo, Víctor Hugo, en el grupo de poemas sobre el exilio y la guerra civil, «y salvo las reflexiones inspiradas en un paisaje, un hecho, un monumento o unas ruinas, el conjunto principal de sus poemas versa sobre la muerte, Dios ("Creo que Dios es Dios y los hombres, libres"), la libertad y lo transitorio de la vida humana».
En 1840 fue elegido diputado por el Partido Cartista (liberal conservador) y se manifestó en desacuerdo con el golpe de Estado de António Bernardo da Costa Cabral, de forma que abandonó la política. Accedió entonces al puesto de bibliotecario de Ajuda y se dedicó por completo a escribir.
Publicó obras de ficción y fue el primero en introducir en portugués el género de la novela histórica sobre el modelo medievalizante de Walter Scott, con obras maestras como Eurico, o Presbítero / Eurico, el presbítero (1844); también pertenecen al género El monje del Císter (1848), O bobo / El bobo (1843) y O pároco da aldeia / El párroco de la aldea (1844). Aportó asimismo el género romántico de la leyenda, de las cuales algunas las compuso sobre tema español (por ejemplo, sobre Fernando IV el Emplazado). Ganó fama como historiador publicando los cuatro volúmenes de su Historia de Portugal (1846-1850), primera escrita con verdadero rigor crítico y documental y que suscitó gran protesta eclesiástica, de la que tuvo que defenderse en escritos como «Yo y el clero», «Solemnia verba» y buen número de cartas abiertas en la prensa. Quizá escocido por esta intolerancia decidió escribir también una Historia del origen y el establecimiento de la Inquisición en Portugal (1855-1859); su anticlericalismo se manifestó también en su oposición al concordato y al clero ultramontano. 
En 1851, tras el golpe de Estado de la Regeneración, Herculano colaboró con el nuevo gobierno. No obstante, su enfrentamiento con Fernando Pereira de Melo, ministro de Obras Públicas, lo llevó a la oposición y a fundar entre 1851 y 1853 los periódicos O País y O Português, además de a concurrir a las elecciones municipales de Belém (distrito de Lisboa), donde resultó elegido alcalde. Sus méritos como historiador llevaron a la Academia de las Ciencias de Lisboa a nombrarlo socio de número en 1852 y a encargarle el proyecto de recogida de los Portugaliae Monumenta Historica (documentos valiosos dispersos por los cartularios conventuales y archivos del país), labor que emprendió de 1853 a 1854, aunque los tomos comenzaron a ser publicados en 1856. Por entonces fundó el Partido Progresista Histórico, una escisión poco afortunada del Partido Histórico. Se opuso al iberismo, entonces de moda, e intervino en la redacción del Código civil, en el que propuso introducir el matrimonio civil. 
En 1866 se retiró al campo en el Valle de Lobos, cerca de Santarém, para dedicarse a la agricultura (creó la famosa denominación de origen aceite Herculano). Se casó el 1 de mayo de 1867 con su antiguo amor de juventud, Mariana Hermínia de Meira, y murió en 1877.
Digno, recto y honrado a carta cabal, rehusó todas los premios, cargos importantes y distinciones honoríficas con que quisieron reconocerlo y tal vez comprarlo, y su figura atrae aún como ejemplo por su nobleza y falta de mala ambición: siempre estuvo dispuesto a tomar la pluma para  servir a los intereses públicos. Su fallecimiento fue motivo de una gran manifestación de luto.

## Obras principales

### Lírica
- A Harpa do Crente – 1838
- Poesias - 1850

### Teatro
- A Crente na Liberdade - 1860

Drama histórico portugués en 3 actos.
Representado en Lisboa, en 1838, en el teatro del Salitre.
Fue editado en Río de Janeiro en 1862
- Os Infantes em Ceuta – 1842

### Novela
- O Pároco de Aldeia (1825) - 1851[2]
- O Galego: Vida, ditos e feitos de Lázaro Tomé[3]

### Novela histórica
- O Bobo (1843) [4]
- O Monasticon
  - Eurico, o Presbítero: Época visigótica - 1844
  - O Monge de Cister; Época de don Juan I de Portugal - 1848
- Lendas e narrativas - 1851
  - 1.er tomo: 
    - O Alcaide de Santarém[5]
    - Arras por Foro de Espanha[6]
    - O Castelo de Faria.[7]
    - A Abóbada (1401)[8]

  - 2.º tomo: 
    - Destruição de Áuria: Lendas Espanholas (século VIII)[7]
    - Lenda da Dama Pé-de-Cabra: Romance de um Jogral (Século XI)[9]
    - O Bispo Negro[8]
    - A Morte do Lidador[8]
    - O Emprazado: Crónica de Espanha[10]
    - O Mestre Assassinado: Crónica dos Templários[7]
    - Mestre Gil: Crónica (Século XV)[7]
    - Três Meses em Calecut: Primeira Crónica dos Estados da Índia[8]
    - O Cronista: Viver e Crer de Outro Tempo[8]

### Historia
- História de Portugal de Alexandre Herculano: 1.ª época, desde a origem da monarquia até D. Afonso III - 1846-1853
- História da Origem e Estabelecimento da Inquisição em Portugal - 1854-1859
- Portugaliæ Monumenta Historica – 1856-1873

### Opúsculos
- Opúsculos I: Questões Públicas, Tomo I 
  - A Voz do Profeta (1836)
  - Teatro, Moral, Censura (1841)
  - Os Egressos (1842)
  - Da Instituição das Caixas Económicas (1844)
  - As Freiras de Lorvão (1853)
  - Do Estado dos Arquivos Eclesiásticos do Reino (1857)
  - A Supressão das Conferências do Casino (1871)
- Opúsculos II: Questões Públicas, Tomo II 
  - Monumentos Pátrios (1838)
  - Da Propriedade Literária (1851-2)
  - Carta à Academia das Ciências (1856)
  - Mousinho da Silveira (1856)
  - Carta aos Eleitores do Círculo de Cintra (1858)
  - Manifesto da Associação Popular Promotora da Educação do Sexo Feminino (1858)
- Opúsculos III: Controvérsias e Estudos Históricos, Tomo I 
  - A Batalha de Ourique:
    - I. Eu e o Clero (1850)
    - II. Considerações Pacificas (1850)
    - III. Solemnia Verba (1850)
    - IV. Solemnia Verba (1850)
    - V. A Ciência Arábico-Académica (1851)

  - Do estado das classes servas na Península, desde o VIII até o XII Século (1858)
- Opúsculos IV: Questões Públicas, Tomo III 
  - Os Vínculos (1856)
  - A Emigração (1870-1875)
- Opúsculos V: Controvérsias e Estudos Históricos, Tomo II 
  - Historiadores portugueses (1839-1840):
    - Fernão Lopes
    - Gomes Eanes de Azurara
    - Vasco Fernandes de Lucena - Rui de Pina
    - Garcia de Resende

  - Cartas Sobre a História de Portugal (1842)
  - Resposta às Censuras de Vilhena Saldanha (1846)
  - Da Existência e não Existência do Feudalismo em Portugal (1875-1877)
  - Esclarecimentos:
    - A. Sortes Góticas
    - B. Feudo
- Opúsculos VI: Controvérsias e Estudos Históricos, Tomo IV 
  - Uma Vila-Nova Antiga (1843)
  - Cogitações Soltas de um Homem Obscuro (1846)
  - Arqueologia Portuguesa (1841-1843)
    - Viagem de Cardeal Alexandrino;
    - Aspecto de Lisboa;
    - Viagem dos Cavaleiros Tron e Lippomani

  - Pouca luz em muitas trevas (1844)
  - Apontamentos para a história dos bens da coroa (1843-44)
- Opúsculos VII: Questões Públicas, Tomo IV 
  - Duas Épocas e Dois Monumentos ou a Granja Real de Mafra (1843)
  - Breves Reflexões Sobre Alguns Pontos de Economia Agrícola (1849)
  - A Granja do Calhariz (1851)
  - Projecto de Decreto (1851)
  - O País e a Nação (1851) [artículos publicados en el diario O Paiz]
  - Representação da Câmara Municipal de Belém ao Governo (1854)
  - Representação da Câmara Municipal de Belém ao Parlamento (1854)
  - Projecto de Caixa de Socorros Agrícolas (1855)
  - Sobre a Questão dos Forais (1858)
- Opúsculos VIII
  - Da Pena de Morte (1838)
  - A Imprensa (1838)
  - Da Escola Politécnica ao Colégio dos Nobres (1841)
  - Instrução Pública (1841)
  - Uma Sentença sobre Bens Reguengos (1842)
  - A Escola Politécnica e o Monumento (1843)
  - Um Livro de V. F. Netto de Paiva (1843)
- Opúsculos IX: Literatura
  - Qual é o Estado da Nossa Literatura? Qual é o Trilho que Ela Hoje Tem a Seguir? (1834)
  - Poesia: Imitação—Belo—Unidade (1835)
  - Origens do Teatro Moderno: Teatro Português até aos Fins do Século XVI (1837)
  - Novelas de Cavalaria Portuguesas (1838-40)
  - Historia do Teatro Moderno: Teatro Espanhol (1839)
  - Crenças Populares Portuguesas ou Superstições Populares (1840)
  - A Casa de Gonçalo, Comédia em Cinco Actos: Parecer (1840)
  - Elogio Histórico de Sebastião Xavier Botelho (1842)
  - D. Maria Teles, Drama em Cinco Actos: Parecer (1842)
  - D. Leonor de Almeida, Marquesa de Alorna (1844)
- Opúsculos X, Questões Públicas, Tomo VI
  - A Reação Ultramontana em Portugal ou A Concordata de 21 de Fevereiro (1857)
  - Análise da Sentença dada na Primeira Instância da Vila de Santarém acerca da Herança de Maria da Conceição (1860)
  - As Heranças e os Institutos Pios (s.d.)

### Otras obras
- De Jersey a Granville - 1831
- Estudos sobre o casamento civil: por occasião do opusculo do sr. Visconde de Seabra sobre este assumpto - 1866